# Skatebird
 (août 2020).
Skatebird est un jeu vidéo de skateboard développé par le studio américain Glass Bottom Games. Il est sorti sur Nintendo Switch, Xbox One et Microsoft Windows en 2021.

## Système de jeu
Le jeu est similaire à la série de jeux vidéo Tony Hawk's Pro Skater, à l'exception du joueur contrôlant un petit oiseau sur une planche à roulettes au lieu d'un humain. Level se déroule dans un environnement similaire à la série de jeux vidéo Micro Machines, avec des « skateparks de la taille d'un oiseau» à petite échelle qui se déroulent dans les aires de jeu d'une maison à travers des objets réels tels que des crayons, des gommes à effacer et d'autres objets de type bureau,. Semblable aux jeux Pro Skater de Tony Hawk, le gameplay est un mélange d'astuces de skateboard, d'exploration et de collection d'objets. Les figures sont plus simples à réaliser et mènent à des figures exagérées, contrairement à des jeux comme Skate, qui mettent l'accent sur le réalisme dans l'exécution des figures.

## Récit
Le jeu suit l'histoiree d'un petit oiseau de compagnie, qui est attristé de voir que son propriétaire humain ne fasse plus de skateboard de son nouveau travail qu'il déteste. L'oiseau se lance sur la planche à roulettes pour attirer l'attention des humains et les ramener à refaire du skateboard dans le but de les rendre de nouveau heureux.

## Développement
Le jeu a été annoncé pour la première fois en novembre 2018. Le jeu est développé par le développeur indépendant Glass Bottom Games, qui avait précédemment développé la première personne roguelike Spartan Fist. Une première démo alpha a été publiée en juin 2019 après le Kinda Funny de l'E3, et une campagne Kickstarter a été lancé pour aider au financement en même temps. Le jeu a atteint son objectif de financement de 20 000 $ en une seule journée et a fini par collecter plus de 67 000 dollars au total. Le jeu a été annoncé pour les plates-formes Nintendo Switch et Xbox One en décembre 2019, avec une date de sortie fin 2020. En juillet 2020, il a été annoncé que la sortie du jeu avait été retardée en 2021 parce que le jeu prenait plus de temps que prévu, en partie à cause de la décision d'ajouter un autre mode histoire.